# Liste der Monuments historiques in Euffigneix
Die Liste der Monuments historiques in Euffigneix führt die Monuments historiques in der französischen Gemeinde Euffigneix auf.

## Liste der Objekte
| Bezeichnung               | Beschreibung                        | Standort                       | Kennzeichnung | Schutzstatus | Datum | Bild |
| ------------------------- | ----------------------------------- | ------------------------------ | ------------- | ------------ | ----- | ---- |
| Skulptur Heiliger Blasius | Kupfer, versilbert, bezeichnet 1628 | in der Kirche St-Blaise (Lage) | PM52000443    | Classé       | 1976  |      |